# Andor Margitics
Andor Margitics (Budapest, 3 gennaio 1991) è un calciatore ungherese, difensore svincolato.

## Carriera

### Club
Ha giocato nella prima divisione ungherese.

### Nazionale
Ha giocato nella nazionale ungheresi Under-19.